# Drohobyczka
Drohobyczka (w latach 1977–1981 Międzygórze) – wieś w Polsce, położona w województwie podkarpackim, w powiecie przemyskim, w gminie Dubiecko. Znajduje się na północny zachód od Dubiecka w paśmie Pogórza Dynowskiego, nad potokiem Drohobyczanka.
W latach 1954–1961 wieś należała i była siedzibą władz gromady Drohobyczka, po jej zniesieniu w gromadzie Dubiecko. W latach 1975–1998 miejscowość administracyjnie należała do województwa przemyskiego.
| SIMC    | Nazwa        | Rodzaj    |
| ------- | ------------ | --------- |
| 0600355 | Bircza       | część wsi |
| 0600361 | Dudziakówka  | część wsi |
| 0600378 | Hucisko      | część wsi |
| 0600384 | Huta         | część wsi |
| 0600390 | Jastrzębiec  | część wsi |
| 0600409 | Łazy         | część wsi |
| 0600415 | Obszar       | część wsi |
| 0600421 | Ogrody       | część wsi |
| 0600438 | Poręby       | część wsi |
| 0600444 | Rędzina      | część wsi |
| 0600450 | Telegówka    | część wsi |
| 0600473 | Widne        | część wsi |
| 0600467 | Wielkie Pole | część wsi |
| 0600480 | Zapotok      | część wsi |

Historycznie były to dwie miejscowości: Drohobyczka i nieco większa od niej Huta Drohobycka.
W Drohobyczce znajduje się XX-wieczny kościół (parafia pw. Matki Boskiej Szkaplerznej), szkoła podstawowa o XIX-wiecznych tradycjach, ośrodek zdrowia, placówka ochotniczej straży pożarnej i biblioteka publiczna.
Miejscowość charakteryzuje się pięknym krajobrazem Pogórza Dynowskiego, z miłą oku szachownicą pól i lasów. Atrakcyjna dla turystyki pieszej, leży bowiem na szlaku zielonym z Dynowa do Przemyśla. Szlak ten, o długości 61 km, biegnie przez miejscowości i szczyty: Dynów – Bachórz – Drohobyczka – Helusz – Średnia – Bukowy Garb (426 m) – Karczmarowa (408 m) – Łętownia – Przemyśl.